# Liste de productions non développées de l'univers Buffy contre les vampires

De nombreux spin-off de la série télévisée Buffy contre les vampires n'ont pu être produits, faute de financement ou de disponibilité de certains acteurs.

## Buffy the Animated Series (2002)
Buffy the Animated Series est un projet de dessin animé.

## Corrupt(1999 - épisode d'Angel non diffusé)
Corrupt devait être le second épisode de la série télévisée Angel. Le script, écrit par David Fury, présentait le personnage de Kate Lockley comme une policière toxicomane. Finalement, c'est une version beaucoup plus « légère » qui sera diffusée.

## Faith the Vampire Slayer (2003)
Tim Minear avait émis, en 2003, l'idée de créer une série centrée sur Faith. Mais Eliza Dushku, qui incarnait le personnage, participait déjà à la série Tru Calling.
Pourtant, de nombreux fans ont créé des génériques publiés sur internet qui pourraient être selon eux, le générique de Faith the Vampire Slayer.
Il y a aussi de nombreuses fanfictions à ce sujet.

## Ripper (2002)
Ripper devait être une série télévisée basée sur le personnage de Rupert Giles.

## Slayer School (2003)
La série devait utiliser certains des Potentielles qui étaient devenus des Tueuses après la finale de Buffy .

## Spike, le film (2004)
Spike est un projet de film basé sur le personnage mettant en vedette James Marsters.

## Spin-off de Buffy (2018)
En 2018, Fox 21 Television Studios avait annoncé qu'un spin-off de Buffy contre les vampires était en développement. La nouvelle Tueuse de vampires aurait été interprétée par une actrice afro-américaine. Monica Owusu-Breen aurait été la scénariste. 